# Regiunea Brest
Regiunea Brest (belarusă Брэ́сцкая во́бласць) este o regiune administrativă amplastă în sud-vestul statului Belarus. Ea se întinde pe o suprafață de  32.700 km², având  1.462.900 de locuitori. Capitala regiunii fiind orașul Brest.

## Localități cu numărul de locuitori
- Brest - 298.300
- Baranavici Baranowitschi - 168.600
- Pinsk - 130.500
- Kobrin Kobrin - 50.800
- Biaroza Berjosa - 29.700
- Ivațevici Iwazewitschi - 24.100
- Lunineț - 23.900
- Prușani - 19.800
- Ivanava Iwanowo - 16.300
- Drahicin Drogitschin - 15.000
- Hanțavici Ganzewitschi' - 14.800
- Mikașevici Mikaschewitschi - 13.700 (așezare urbană)
- Belaasiorsk Beloosjorsk - 13.200
- Șabinka - 12.800
- Stolin - 12.500
- Liahavici Ljachowitschi - 11.600
- Malarita Malorita - 11.500
- Kameneț - 8.700
- David-Haradak Dawid-Gorodok - 7.100
- Wîsokaie Wyssokoje - 5.300
- Kosava Kossowo - 2.400